# Aldnoah.Zero
Aldnoah.Zero ist eine japanische Mecha-Anime-Serie aus den Jahren 2014 und 2015. Sie wurde vom Studio A-1 Pictures produziert und von einer parallel erscheinenden Mangaserie begleitet. Das Werk ist in die Genres Drama, Science-Fiction und Action einzuordnen und wurde per Streaming international ausgewertet.

## Handlung

### Vorgeschichte
1972 entdeckte die Weltraummission Apollo 17 auf der Rückseite des Mondes ein Hypergate, mittels dessen die Menschheit mit der Besiedlung des Mars begann. Die Kolonisten unter Leitung von Doktor Rayregalia Vers Rayvers entdeckten dabei antike Ruinen mit einer Aldnoah genannten weit überlegenen Technologie. Um deren Nutzungsmonopol entsprang ein Konflikt zwischen den Siedlern und der Erde, in dessen Folge 1985 der Mars sich als Kaiserreich Vers (ヴァース帝国, Vāsu Teikoku) für unabhängig erklärte. Im Zuge dieser potentiellen Bedrohung beendete die Erde den Kalten Krieg und schloss sich zu einem Weltstaat zusammen. Der zweite Kaiser von Vers Gillsaia erklärte 1999 der Erde den Krieg, wobei im Verlauf der Kampfhandlungen das Hypergate außer Kontrolle geriet und den halben Mond pulverisierte. Die auf die Erde fallenden Mondbrocken richteten verheerende Schäden an, insbesondere in Nord- und Südamerika, die durch gewaltige Einschlagskrater etwa die Hälfte ihrer Landmasse verloren. Da durch diesen Heaven’s Fall („Himmelssturz“) neben 50 % der Erdbevölkerung auch der Kaiser von Vers umkam, schlossen beide Seiten einen Waffenstillstand. Nach dem Tod seines Sohnes Gillsaias übernahm Rayregalia erneut den Kaisertitel. Abgeschnitten vom Mars verblieben die 37 „Marsritter“ (火星騎士, kasei kishi) – Personen, die vom Kaiser die Macht des Aldnoah erhielten und den Adel im Kaiserreich darstellen – im Erdorbit. Durch die Macht des Aldnoah können sie Kataphrakt genannte, auf antiker Marstechnologie basierende, Mechs steuern, die allen Erdwaffen weit überlegen sind, besitzen aber zudem auch „Landeburgen“ (揚陸城, yōrikujō) genannte gewaltige Kampfstationen und unterhalten eigene unabhängige Armeen. Auf der Erde wurde neben dem Wiederaufbau ebenfalls in Erwartung eines neuen Kriegs mit der Entwicklung eigener, wenn auch primitiverer Mechs begonnen sowie eine verpflichtende Militärausbildung an Schulen eingeführt.

### Serienhandlung

#### Staffel 1
Folge 1
15 Jahre nach dem Heaven’s Fall entschließt sich die Enkelin des Kaisers, Prinzessin Asseylum Vers Allusia, zur Verbesserung der Beziehungen die Erde zu besuchen, was insbesondere auf den Einfluss Slaine Troyards zurückgeht, da dieser ursprünglich von der Erde stammte. Bei den Marsrittern stößt dies wiederum auf Kritik, insbesondere bei den Grafen Saazbaum und Cruhteo. Während der Willkommensparade der Prinzessin, bei der auch der Schüler Inaho Kaizuka und seine Freunde anwesend sind, wird ihr Konvoi durch Terroristen angegriffen, wobei alle umkommen. Als Vergeltung erklären die Marsritter daraufhin eigenmächtig der Erde den Krieg.
Folge 2
Durch Störung der weltweiten Kommunikation und ihrer überlegenen Waffentechnologie, insbesondere ihren Kataphrakten, gewinnen sie schnell die Oberhand. Auf dem Weg zu einem Evakuierungstransporter trifft Inaho auf zwei Mädchen, die überzeugt sind, dass die Prinzessin nicht im Konvoi war, da ihr wegen der ungewohnten Erdschwerkraft übel war und daher für sie ein Double teilnahm. Er bringt beide zu einem Evakuierungstransporter, in dem auch seine Freunde sind. Gleichzeitig treffen sich die Terroristen, die tatsächlich Maulwürfe des Mars sind, mit Baron Trillram, der zwar ein Untergebener Saazbaums ist, sich jedoch bei Cruhteo durchschmarotzt. Statt ihre erhoffte Belohnung zu erhalten, werden sie von diesem getötet, wobei das Mädchen Rayet Areash dies überlebt. Bevor er sich auch dieser entledigen kann, trifft das Militär ein, wobei alle Waffen wirkungslos bleiben, da jegliche Materie und Strahlung, die in Kontakt mit Trillrams Kataphrakt Nilokeras kommt, sich auflöst. Inahos Schwester Yuki Kaizuka bekommt von ihrem Vorgesetzten Kōichirō Marito den Befehl, die Zivilistin Rayet in Sicherheit zu bringen, wobei sie knapp Inahos Transporter erreicht. Bei der anschließenden Verfolgungsjagd kommt Inahos Freund Okisuke Mikuni um, weil er vom Fahrtwind gegen Trillrams Kataphrakt geworfen wird. Als sie jedoch in einen Tunnel fahren, stellt Trillram plötzlich die Verfolgung ein.
Folge 3
Im Versteck erzählen die beiden Mädchen Inaho und Rayet, dass sie Prinzessin Asseylum, die ihr Aussehen holografisch verändert hat, und ihre Kammerzofe Eddelrittuo sind, und bitten ihn, eine Möglichkeit zu finden, den Marsianern ihr Überleben mitzuteilen, ihre Identität aber vor den anderen geheim zu halten. Später erkennt Inaho, dass die Art der Unverwundbarkeit des Kataphrakts gleichzeitig seine größte Schwäche ist: Da jegliche Strahlung aufgelöst wird, muss dieser blind sein und sich auf Spähsonden verlassen. Um mit den Sonden wiederum zu kommunizieren, muss ein Teil der Maschine ungeschützt sein. Getarnt durch Nebelgranaten, durch die die Sonden nur noch grau sehen, gelingt es Inaho in seinem Trainingsmechs Trillram auf eine Brücke zu locken und diese zu zerstören. Daraufhin fällt Trillrams Kataphrakt ins Wasser und wird an jener Stelle sichtbar, an welcher Stelle das Wasser nicht aufgelöst wird, so dass Inaho ihn zerstören kann. Slaine, der gesehen hat, dass die Prinzessin überlebt hat, erschießt Trillram, nachdem dieser ihm von dem Attentatsplan erzählt.
Folge 4
Da Slaine aufgrund der Bemerkungen Cruhteos davon ausgeht, dass dieser ein Mitverschwörer ist, erzählt er ihm, dass Trillram im von Saazbaum zur Spurenverwischung initiierten Bombardement umkam. Inaho und die anderen Zivilisten sowie seine Schwester und Marito befinden sich währenddessen zur Evakuierung an Bord des amphibischen Angriffsschiffs Wadatsumi unter dem Kommando von Kapitänleutnant Darzana Magbaredge. Die Wadatsumi wird später von dem in den Diensten Cruhteos stehenden Marsritter Vlad in seinem Kataphrakt Argyre angegriffen, der mit einem Energieschwert bewaffnet ist. Inaho gelingt es, dessen Kataphrakt zu beschädigen, so dass sich Vlad vorerst zurückziehen muss.
Folge 5
Cruhteo erbittet eine Audienz beim Kaiser von Vers, um die Todesumstände der Prinzessin untersuchen zu können, woraufhin dieser gegen den Protest Saazbaums einen vorläufigen Waffenstillstand ausruft. Dies ignorierend will Vlad seine Schmach von letztem Mal wiedergutmachen und greift erneut die Wadatsumi an. Auch diesmal nutzt Inaho aus, dass die Stärke des Energieschwerts auch seine größte Schwäche ist, in dem er den Kampf auf das Schiff verlagert, dieses dann einseitig Trimmen lässt, so dass Argyre ins Meer rutscht, wobei das Wasser bei Kontakt mit dem Energieschwert sofort verdampft und eine Dampfexplosion erzeugt, die die Argyre zerstört. Währenddessen nutzt Slaine heimlich Cruhteos Audienzkammer, um den Kaiser zu informieren, dass die Prinzessin überlebt hat. Es stellt sich jedoch heraus, dass Saazbaum den Kaiser kurz vorher kontaktiert hat mit dem Hinweis, dass die Erdmenschen so einen Trick versuchen würden, um den Frieden zu erzwingen.
Folge 6
Slaines Manöver verkehrt sich so ins Gegenteil, indem der Kaiser, nun von der Perfidität der Erdmenschen überzeugt, der Erde offiziell den Krieg erklärt. Dort wird nun die Generalmobilmachung vollzogen und auch alle Schüler werden eingezogen. Die Wadatsumi erreicht zur Aufstockung der Vorräte die Insel Tanegashima, die vor 15 Jahren beim Heaven’s Fall verwüstet wurde, und auf der Marito zum ersten Mal Kontakt mit einem Kataphrakt hatte, in Folge seine Panzereinheit vernichtet wurde und sein bester Freund und Magbaredges Bruder umkam. Marito ist seitdem traumatisiert (PTSD), gegen einen Kataphrakt zu kämpfen, und ertränkt dies, als auch dass dieser erste Kontakt geheim gehalten und er als Spinner gebrandmarkt wurde, im Alkohol. Auf Tanegashima treffen sie auf Gräfin Femieanne mit ihrem Kataphrakt Hellas. Saazbaum kommt währenddessen zum Schluss, dass Slaines Information bezüglich des Ablebens von Trillram womöglich gelogen war und interveniert daher bei Cruhteo, der Slaine als Verräter hinrichten lassen will, diesen lebendig gefangen zunehmen.
Folge 7
Femieannes Kataphrakt besitzt mehrere abnehmbare Arme, die sie zu einem einzelnen Molekül verhärten kann und als ferngesteuerte Raketen nutzt. Zwar können Inaho und die anderen diese in diesem Zustand kaum zerstören, jedoch durch Beschuss vom Kurs ablenken, später unterstützt vom eintreffenden Slaine in seinem Fluggerät, mit dem sich Inaho als „Feind seines Feindes“ vorerst verbündet. Im Verlauf der Kampfhandlungen kommt es zu einem Felssturz, bei dem eine große künstliche Höhle freigelegt wird, in die Magbaredge die Wadatsumi zum Schutz bringt. Dort entdecken sie den Kataphrakt von vor 15 Jahren und ein fliegendes Schlachtschiff namens Deucalion, in das der Aldnoah-Antrieb des Kataphrakts eingebaut wurde, was offensichtlich der Grund für die Verheimlichung des Kataphrakts war.
Folge 8
Die Prinzessin offenbart sich Magbaredge und erzählt, dass die Aldnoah-Energiequelle nur von Personen mit einer besonderen Kraft genutzt werden kann. Als ihr Großvater, der jetzige Kaiser, die antiken Ruinen fand, erkannten diese ihn für würdig und schrieben seine Gene um, so dass er und seine Nachkommen das Aldnoah nutzen können. Diese Kraft gab er später jedoch auch an die Marsritter weiter. Mit Hilfe der Prinzessin kann die Deucalion nun betrieben und Femieanne besiegt werden. Cruhteo nimmt Slaine gefangen und foltert diesen, um den Grund für seinen Verrat herauszufinden. Da Slaine weiterhin schweigt, weil er Cruhteo für einen Mitverschwörer hält, ordnet Cruhteo seine Exekution an. Als Slaine die Bemerkung fallen lässt, dass Cruhteo von der Prinzessin seine gerechte Strafe erhalten wird, erkennt dieser im Zusammenhang mit dem Auftauchen der Deucalion, dass diese noch lebt. Darauf angesprochen, erfährt Cruhteo von Trillrams Taten und durchschaut, dass es einen Verräter unter den Marsrittern gibt, welcher auch hinter dem Anschlag steckt. Er will daraufhin der Erde einen Waffenstillstand anbieten, um den Verräter zu enttarnen. Doch bevor es dazu kommt, wird er von Saazbaum, dem Verräter, angegriffen, welcher Slaine entführt und die Basis vernichtet.
Folge 9
Magbaredge macht sich mit der Deucalion auf den Weg zum Hauptquartier der Erdstreitkräfte in Russland. Saazbaum erzählt Slaine, dass er dessen Leben verschonte, weil sein Vater Saazbaum vor 15 Jahren rettete. Des Weiteren offenbart er auch die Motive für sein Komplott. Allein zur Ablenkungen von inneren Problemen und aus einem Minderwertigkeitskomplex gegenüber der Erde griff der Mars die Erde an, wobei Orlane, die Verlobte von Saazbaum, umkam. Deswegen wollte er sich durch den Tod der Prinzessin an der kaiserlichen Familie rächen und durch den Krieg das Kaiserreich reformieren. Währenddessen findet sich an Bord der Deucalion Rayet in einer Existenzangst wieder, da sie einerseits als Marsianerin nach dem Verrat Trillrams nun die Marsianer hasst, andererseits aber auch die Prinzessin dafür beneidet, dass diese sich den Erdmenschen offenbaren konnte. Als sie mit der Prinzessin allein ist, entlädt sich dies, indem sie die Prinzessin mit deren Glücksbringer-Amulett erdrosselt.
Folge 10
Da sich dadurch die Energiequelle der Deucalion abschaltet, erkennt Inaho schnell, dass Asseylum etwas zugestoßen ist und kann sie dadurch rechtzeitig wiederbeleben. Als Rayet gestellt wird, gibt sie sich als Marsianerin und ihre Motive zu erkennen und wirft der Prinzessin vor für alles hauptursächlich verantwortlich zu sein. Die Deucalion erreicht schließlich das Hauptquartier der Erdstreitkräfte in Nowostalsk, einem gigantischen, sowjetischen unterirdischen Komplex. Asseylum hält eine Ansprache um ihre Unversehrtheit bekanntzugeben und zu Friedensverhandlung aufzufordern, die jedoch den Mars nicht erreicht, da Saazbaum die Relaystation auf dem Mond kontrolliert. Saazbaum erklärt Slaine, dass der Kataphrakt Deucalion seiner Verlobten Orlane gehörte, mit der er vor 15 Jahren die Vorhut der Invasion bildete. Kurz nach ihrer Ankunft ereignete sich die Mondexplosion, wodurch Orlane umkam. Er lässt Slaine frei, stellt ihm vor die Wahl sich ihm oder Erde anzuschließen und beginnt mit seiner Landeburg einen Angriff auf das Erdhauptquartier.
Folge 11
Saazbaum gelingt es leicht mit seinen Truppen in das Hauptquartier einzudringen. Sein Ziel, die Prinzessin zu töten, erreicht er jedoch nicht, da diese sich mit der Hilfe Eddelrittuos und Rayets in die Deucalion retten kann, die jedoch beide zurückbleiben. Sie informiert Inaho, dass der Aldnoah-Antrieb der Landeburgen oder Kataphrakte sich nicht nur beim Tod des jeweiligen Besitzers deaktivieren, sondern auch von einem Mitglied der kaiserlichen Familie zwangsabgeschaltet werden kann. Inaho ersinnt den Plan mit der Deucalion in die Stratosphäre zu fliegen, die Mechs von oben auf die Landungsburg abzuwerfen und nachdem die Luftverteidigung ausgeschaltet ist die Prinzessin nachkommen zu lassen. Während die erste Hälfte nach Plan verläuft, taucht dann plötzlich Saazbaums Kataphrakt Dioscuria auf und beschädigt die Deucalion schwer, die dann, um die Prinzessin abzuliefern, die Landeburg rammt.
Folge 12
Saazbaum setzt dieser nach und Inaho stellt sich um ihn aufzuhalten, während Yuki die Prinzessin zum Aldnoah-Antrieb bringen soll. Saazbaums Kataphrakt kombiniert die Fähigkeiten der anderen Kataphrakte denen Inhao vorher begegnete, aber auch deren Schwächen, sodass es Inaho gelingt, diesen schwer zu beschädigen. Slaine erreicht ebenfalls die Landeburg und dringt zu Cruhteos Kataphrakt Tharsis vor, der von Saazbaum geborgen wurde, und sich unerwartet aktiviert, obwohl dies wegen Cruhteos Tod nicht sein sollte. Als Asseylum den Antrieb und die Landeburg deaktiviert will auch Inaho dem nun kampfunfähigen Saazbaum den finalen Schlag verpassen, wird jedoch von Slaine daran gehindert. Als Asseylum Inaho zu Hilfe eilt wird sie von Saazbaum erschossen, worauf Slaine in Rage gerät und erst auf Saazbaum schießt und dann schließlich Inaho erschießt.

#### Staffel 2
Folge 13
Die zweite Staffel spielt 19 Monate nach der letzten Schlacht in Folge 12. Slaine bekämpft im Trümmerhaufen des Mondes die Kataphrakt der Terraner. Danach stellt sich heraus, dass die Prinzessin sowie Saazbaum leben. Frozen Elysium bekämpft mit einem einfrierenden Kataphrakt die Terraner. Inaho gelingt es, den Kataphrakt zu besiegen. Dann folgt eine Rückblende, in der gezeigt wird, dass Inaho von seinen Freunden gerettet wird. Mit Hilfe von Blutresten auf seiner Wange, welche von der Prinzessin stammen, kann das Aldnoah aktiviert werden, wodurch die Deucalion zur Basis fliegen konnte. Am Ende dieser Folge wird gezeigt, dass die Prinzessin, die nun auf Seiten der Marsianer zu sein scheint, eine andere Person ist. Die Prinzessin befindet sich derzeit in einem Koma-ähnlichen Zustand und wird von Slaine besucht.

## Anime
Die Produktion des Anime wurde am 16. Februar 2014 von Nitro+ bekanntgegeben. Animiert wurde die Serie von A-1 Pictures in Zusammenarbeit mit Troyca, dem weniger Monate zuvor gegründeten Animationsstudio des Serienregisseurs Ei Aoki. Das Grundgerüst der Handlung wurde vom Nitro+-Hausautor Gen Urobuchi entworfen, der bereits bei Fate/Zero mit Aoki zusammenarbeitete. Basierend auf dessen Konzept wurde das eigentliche Seriendrehbuch von Katsuhiko Takayama verfasst. Urobuchi schrieb zudem die Drehbücher der ersten drei Folgen, während die restlichen Folgen von Takayama stammen. Das Character Design stammt von Masako Matsumoto, die auch die Animationsleitung innehatte, basierend auf den Entwürfen der Zeichnerin Takako Shimura, die den Manga Hōrō Musuko verfasste, der ebenfalls von Aoki als Anime verfilmt wurde. Die Mechs wurden wiederum von I-IV und Kenji Teraoka entworfen.
Motto der Serie, mit dem auch der Vorspann jeweils endet, ist Let justice be done, though the heavens fall., der englischen Übersetzung des lateinischen Spruchs Fiat iustitia, ruat caelum. („Der Gerechtigkeit soll Genüge geleistet werden und wenn der Himmel einstürzt.“).
Die erste Staffel mit 12 Folgen wurde vom 6. Juli bis 21. September 2014 um Mitternacht (und damit am vorigen Fernsehtag) auf Tokyo MX, BS11, Tochigi TV und Gunma TV erstausgestrahlt, gefolgt von MBS je zwei Stunden später und AT-X je zwei Tage später. Die zweite Staffel mit ebenfalls 12 Folgen lief vom 11. Januar bis 29. März 2015.
In Nordamerika wurde die Serie von Aniplex of America lizenziert, die ihn mit englischen Untertiteln auf YouTube (Aniplex Channel), Daisuki, Hulu und Crunchyroll als Simulcast streamen. Letztere streamen in Nord- und Südamerika, Australien, Neuseeland und Europa, ausgenommen des deutschsprachigen Raums. Für den deutschsprachigen Raum wurde der Anime von Kazé Deutschland lizenziert, die ihn im ersten Halbjahr 2015 herausbrachten.

### Synchronisation
| Rolle                                                                                   | japanischer Sprecher | deutscher Sprecher |
| Protagonisten                                                                           | Protagonisten        | Protagonisten      |
| --------------------------------------------------------------------------------------- | -------------------- | ------------------ |
| Inaho Kaizuka (界塚 伊奈帆, Kaizuka Inaho)                                              | Natsuki Hanae        | Maximilian Artajo  |
| Slaine Troyard (スレイン・トロイヤード, Surein Toroiyādo)                               | Kenshō Ono           | Sebastian Fitzner  |
| Asseylum Vers Allusia (アセイラム・ヴァース・アリューシア, Aseiramu Vāsu Aryūshia)      | Sora Amamiya         | Josephine Schmidt  |
| Erde                                                                                    |                      |                    |
| Nina Klein (ニーナ・クライン, Nīna Kurain)                                              | Ai Kakuma            | Jodie Blank        |
| Inko Amifumi (網文 韻子, Amifumi Inko)                                                  | Mikako Komatsu       | Jennifer Weiß      |
| Okisuke Mikuni (箕国 起助, Mikuni Okisuke)                                              | Yoshitaka Yamaya     | Dirk Petrick       |
| Kisaki Matsuribi (祭陽 希咲, Matsuribi Kisaki)                                          | Kengo Kawanishi      | Ricardo Richter    |
| Yūtarō Tsumugi (詰城 祐太朗, Tsumugi Yūtarō)                                            | Sōma Saitō           | Henning Nöhren     |
| Sōma Yagarai (耶賀頼 蒼真, Yagarai Sōma)                                                | Kōsuke Toriumi       | Arne Stephan       |
| Yuki Kaizuka (界塚 ユキ, Kaizuka Yuki)                                                  | Sayaka Ōhara         | Damineh Hojat      |
| Kōichirō Marito (鞠戸 孝一郎, Marito Kōichirō)                                          | Kazuya Nakai         | Sven Gerhardt      |
| Darzana Magbaredge (ダルザナ・マグバレッジ, Daruzena Magubarejji)                       | Ai Kayano            | Ann Vielhaben      |
| Kaoru Mizusaki (不見咲 カオル, Mizusaki Kaoru)                                          | Yū Shimamura         | Tina Haseney       |
| Mars                                                                                    |                      |                    |
| Rayet Areash (アリアーシュ・ライエ, Ariāshu Raie)                                       | Sachika Misawa       | Lydia Morgenstern  |
| Rayregalia Vers Rayvers (レイレガリア・ヴァース・レイヴァース, Reiregaria Vāsu Reivāsu) | Shinji Ogawa         | Gerald Paradies    |
| Cruhteo (クルーテオ, Kurūteo)                                                           | Shō Hayami           | Peter Lontzek      |
| Saazbaum (ザーツバルム, Zātsubarumu)                                                    | Tōru Ōkawa           | André Beyer        |
| Trillram (トリルラン, Toriruran)                                                        | Takahiro Sakurai     | Rainer Fritzsche   |
| Vlad (ブラド, Burado)                                                                   | Hiroki Yasumoto      | Steven Merting     |
| Femieanne (フェミーアン, Femīan)                                                        | Yuki Kaida           | Dana Friedrich     |
| Eddelrittuo (エデルリッゾ, Ederurizzo)                                                  | Inori Minase         | Charlotte Uhlig    |
| Orlane (オルレイン, Orurein)                                                            | Mamiko Noto          | Cornelia Waibel    |

### Musik
Der Soundtrack zur Serie stammt von Hiroyuki Sawano. Als Vorspanntitel wird heavenly blue, komponiert und getextet von Yuki Kajiura und gesungen von Kalafina verwendet. Als Abspann wurde in Folgen 2, 3, 5, 6 und 9 A/Z und in den Folgen 4, 7, 8, 10 und 11 aLIEz verwendet, die beide von Sawano getextet und komponiert sowie von „SawanoHiroyuki[nZk]:mizuki“ gesungen werden. „SawanoHiroyuki[nZk]“ ist dabei der Name von Sawanos Musikprojekt für Gesangsstücke und wie bei seinen Gesangsstücken für frühere Serien verwendet er auch hier teilweise deutsche Liedtexte, hier insbesondere die letzte Strophe von aLIEz. Innerhalb der Folgen 7 und 11 kamen zudem noch Keep on keeping on interpretiert von SawanoHiroyuki[nZk]:mizuki, sowie in den Folgen 3 und 7 BRE@TH//LESS interpretiert von Mika Kobayashi zum Einsatz. Diese wurden ebenfalls von Hiroyuki Sawano komponiert und von Benjamin Anderson & mpi getextet mit dem Sawano bereits bei Kill la Kill zusammenarbeitete.

## Manga
Parallel zum Anime entsteht ein Manga, der von Pinakes gezeichnet wird. Dieser wird von Hōbunsha verlegt und erscheint nicht wie für Manga üblich erst kapitelweise in Magazinen, sondern direkt als Sammelband (Tankōbon). Die insgesamt vier Bände wurden am 11. August 2014 (ISBN 978-4-8322-4469-6), 12. November 2014 (ISBN 978-4-8322-4495-5), 12. März 2015 (ISBN 978-4-8322-4525-9) und 13. Juli 2015 (ISBN 978-4-8322-4590-7) veröffentlicht. Hinzu kommt ein weiterer Band gezeichnet von Bampaku Fuyuno, der einen Prolog zur zweiten Staffel darstellt, vom 12. Februar 2015 (ISBN 978-4-8322-4526-6).
Auf Deutsch erschienen die vier Bände des Mangas vom 7. Mai 2015 bis 3. März 2016 bei Kazé Deutschland.
Daneben gibt es ein Spin-off namens Aldnoah.Zero Gaiden: Twin Gemini (ALDNOAH.ZERO外伝 TWIN GEMINI) von Kiyokazu Satake, dessen erster Band am 11. Oktober 2014 (ISBN 978-4-8322-4504-4) veröffentlicht wurde.